# MGM-5飛彈

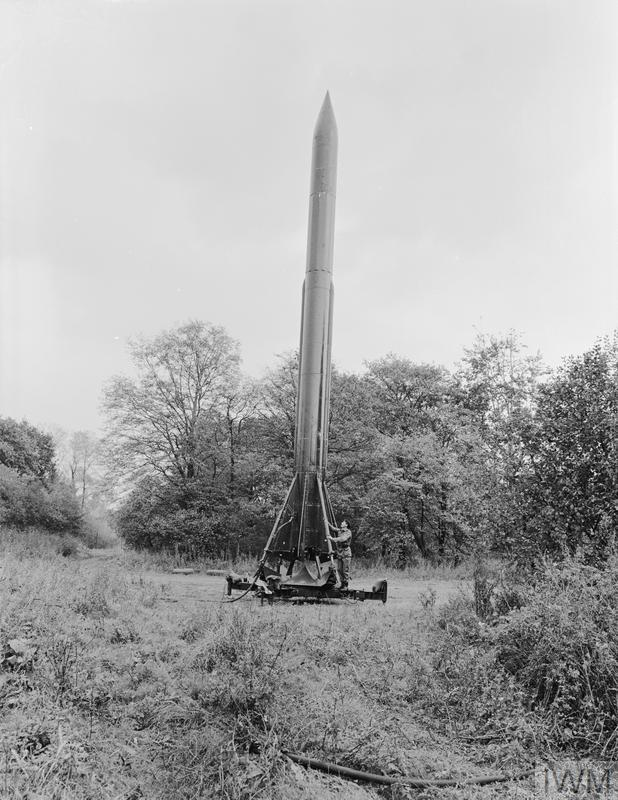
一枚被英國皇家砲兵部署在西德的MGM-5飛彈。

MGM-5 伍長（Corporal）是美國第一種可以攜帶核子武器的彈道飛彈，也是美國陸軍第一款正式服役的飛彈。伍長飛彈採用液態火箭發動機，可以裝載於機動發射架上更換發射地點，最大射程达140千米。
冷战开始后，为应对这一局面，下士导弹被设计成了一种战术核导弹。最初的下士导弹营于1955年在欧洲开始服役。共有六个下士导弹营被正式部署，直到1964年，被新型的使用固体火箭发动机的MGM-29中士导弹所取代。

## 歷史
美國陸軍在二次世界大戰結束後開始一系列的火箭研發計畫，伍長飛彈的前身是1947年5月試射的RTV-G-2火箭，用來驗證關於彈道飛彈的基本設計，導引和結構等等。1950年美國陸軍決定將RTV-G-2火箭進一步發展為彈道飛彈，編號為SSM-G-17，1951年編號改為SSM-A-17。
SSM-A-17由噴射推進實驗室進行研發的工作，道格拉斯公司製造飛彈的彈體，不過1951年飛彈的量產合約改由火石公司（Firestone）承接。第一枚伍長飛彈（伍長一型）在1952年進行發射試驗，陸軍於1954年開始訓練第一個操作單位，編號也在這個階段改為M2。
由於伍長飛彈的基本設計來自於試驗用火箭，液態火箭發動機既複雜，可靠度又不佳，使用的燃料具有高腐蝕性，導致裝填作業異常危險。此外，伍長飛彈的導引方式是依靠地面雷達追蹤飛彈的飛行路徑，然後透過無線電將修正訊號送到飛彈上，與現代飛彈的導引系統有天壤之別，而且故障率高。為了解決這些問題，噴射推進實驗室從1953年開始著手改良，推出伍長二型飛彈。主要改良的重心在無線電導引系統上，不過成效有限。
後續的改良計劃在軍士飛彈的研發順利進展下取消，並且1962年逐漸退出舞台，兩年後全部伍長飛彈退役完畢。1963年飛彈編號正式改為MGM-5。